# Genistellospora tropicalis
Genistellospora tropicalis är en svampart som beskrevs av Ríos-Velásquez, Alencar, Lichtw. & Hamada 2003. Genistellospora tropicalis ingår i släktet Genistellospora och familjen Legeriomycetaceae.   Inga underarter finns listade i Catalogue of Life.